# Margareth Buzetti
Margareth Gettert Busetti (Concórdia, 31 de outubro de 1959), também conhecida como Margareth Buzetti, é uma empresária e política brasileira. Ela é suplente de Carlos Fávaro, e atualmente é senadora pelo PSD de Mato Grosso. Tem três leis de sua autoria em vigor: a primeira a ver sancionada foi a lei que tornou o feminicídio um crime autônomo (Lei 14.994/2024) com pena mínima de 20 anos e máxima de 40 anos de reclusão.. Também em 2024 foi sancionada a Lei 15.035/2024, que acabou com o sigilo nos nomes de condenados, a partir da primeira instância, por crimes como estupro e pedofilia. A lei determinou ainda a criação do Cadastro Nacional de Pedófilos e Predadores Sexuais, primeiro cadastro público deste modelo no Brasil. Em 2025 entrou em vigor a sua terceira lei, a Lei 15.171/2025, que amplia o direito à reconstrução da mama para mulheres que tiverem perda parcial ou total em decorrência de qualquer tipo de mutilação (até então permitida apenas para casos de câncer de mama).

## Carreira política
Buzetti assumiu o mandato de senadora pela primeira vez em junho de 2022, na condição de primeira suplente e com o afastamento de Carlos Fávaro do Senado Federal por 120 dias devido a uma licença médica. Ela retornou à suplência da chapa de Fávaro em outubro de 2022, logo após o primeiro turno das eleições gerais de 2022. 
Buzetti deixou o Progressistas e se filiou ao PSD em dezembro de 2022, com base em um acordo político que permitiu que Carlos Fávaro comandasse o Ministério da Agricultura no governo Lula em janeiro de 2023. Ao assumir o ministério, Fávaro teve de se licenciar novamente do Senado Federal, abrindo assim espaço para que Buzetti assumisse a sua cadeira no Senado Federal pela segunda vez.
Em julho de 2025, após a operação autorizada pelo ministro Alexandre de Moraes, onde o ex-presidente Jair Bolsonaro passou a ser obrigado a usar tornozeleira eletrônica e cumprir recolhimento domiciliar no período noturno e nos finais de semana, Buzetti criticou o deputado federal Eduardo Bolsonaro pela sua atuação nos Estados Unidos por sanções ao Brasil, o chamando de "moleque". 
Buzetti deixou o PSD e retornou ao PP após 3 anos em um ato em Mato Grosso, acompanhada dos também senadores Ciro Nogueira (PP-PI) e Tereza Cristina (PP-MS). 